# Elena Thovez
Elena Thovez (Portsmouth, 1815 – Scordia, 1896) è stata una disegnatrice e spiritista inglese vissuta in Sicilia, animatrice della Società spiritica di Scordia.

## Biografia
Figlia di Philip Thovez, procuratore generale della Ducea di Nelson, Elena si trasferì con la famiglia in Sicilia all'età di quattro anni, nel 1819.
Sposata a Francesco De Cristofaro, appartenente ad una delle principali famiglie di Scordia, nella piccola località in provincia di Catania la Thovez fu fondatrice del circolo intellettuale denominato Casino dei Civili e, soprattutto, della Società spiritica di Scordia, che dal 1866 dotò anche di una pubblicazione mensile chiamata La Voce di Dio. In tal senso la donna fu tra i pionieri dello spiritismo in Sicilia, dottrina che negli stessi anni incuriosì anche il letterato Luigi Capuana.